# Debevec
Debevec je priimek v Sloveniji, ki ga je po podatkih Statističnega urada Republike Slovenije na dan 1. januarja 2010 uporabljalo 650 oseb in je med vsemi priimki po pogostosti uvrščen na 384. mesto.

## Znani nosilci priimka
- Andrej Debevec (*1959), operni pevec - tenorist
- Anton Debevec (1923—2002), gospodarstvenik
- Blaž Debevec (*1988), šahist
- Boštjan Debevec, laični teolog, novinar, urednik Družine
- Ciril Debevec (1903—1973), gledališki igralec, režiser, publicist
- Franc Debevec (1898—1978), zdravnik ftiziolog
- Franc Debevec (1915—2002), zdravnik ortoped
- Janez Debevec (1758—1821), duhovnik, nabožni pisec, prevajalec, slovničar, leksikograf
- Jože (Josip) Debevec (1867—1938), teolog, pisatelj, klas. filolog, prevajalec, urednik, literarni zgodovinar
- Leon Debevec (*1963), arhitekt, arhitekturni zgodovinar in konservator
- Lučka Debevec, zdravnica
- Luka Debevec Mayer, basbaritonist
- María Debevec Simčič (*1953), prevajalka
- Marija Debevec (1919—1996), ginekologinja, porodničarka
- Miha Debevec (*1938), zdravnik onkolog
- Miha Debevec (*1978), harmonikar (kulturolog)
- Pavel Debevec (1895—1939), filmski publicist...
- Rajmond Debevec (*1963), športni strelec
- Tadej Debevec (*1978), alpinist, kineziolog
- Tina Debevec Dragoš, sopranistka, pevka Avsenikov itd.
- Tomaž Debevec (*1952), zgodovinar